# جون ميجر جنكينز
جون ميجر جنكينز (بالإنجليزية: John Major Jenkins)‏ هو كاتب أمريكي، ولد في 1964، وتوفي في 2 يوليو 2017.